# ラム巡航戦車
ラム巡航戦車（ラムじゅんこうせんしゃ、Cruiser Tank Ram）は第二次世界大戦中にカナダで製造された戦車。アメリカ合衆国のM3中戦車を元に1941年に開発された。

## 概要
1940年のダンケルクの戦いで大量の装備を失ったイギリス軍は自国での戦車生産を急ピッチで進める必要があり、カナダ軍向けに戦車を生産する余裕は無かった。カナダでもイギリス製のバレンタイン歩兵戦車の委託生産が行われたが、カナダ陸軍の機甲部隊は歩兵戦車よりも巡航戦車を求めており、カナダで生産されたバレンタインのほとんどはソ連に供与されることとなった。新たにM3中戦車のカナダでの生産が計画されたが、M3中戦車は車体に固定装備された主砲の旋回角度が限定され、古いリベット結合組み立てであることや、車長が無線機を操作するイギリス軍の規格と異なり砲塔内に無線を持たないことなどが問題視され、イギリス・カナダ軍で使用するための条件を満たしていないとされた。このため戦車製造も行っていたアメリカン・ロコモティブ社の子会社でもあるカナダのモントリオール・ロコモティブ社では新たに、M3中戦車のシャーシ・コンポーネントを流用しつつ、全周旋回砲塔にイギリス軍標準主砲を装備、車体も鋳造製に変更した新型を開発することとなった。
1941年6月には最初の車輌が完成し、同年11月には本格的な生産が開始された。
M3中戦車をベースに開発されているため、アメリカ軍内ではM3カナディアンやM3A6などと呼称されていたが、最終的にはM4中戦車系列に含まれるM4A5という形式番号が付けられた。このことからも判るように、M4中戦車が生産数を増すとともに存在理由は薄れることとなってしまった。
カナダで生産が行われていたものの、主要な部品の調達はアメリカから行われており、鋳造車体や砲塔もアメリカのジェネラル・スティール・キャスティング社で生産された。このため、カナダがバレンタインの生産に注力する必要があったことと、アメリカ国内のM4の生産体制の充実により連合国内でアメリカの工業力を背景とした機材の共通化が進められたこともあり、1943年7月には計1,949輌で生産を終了し、後継のグリズリー巡航戦車（カナダ製M4A1）にその座を譲った。
戦車としては実戦投入されることはなく、カナダ、イギリス国内などで訓練用として使用された。しかしシャーシは25ポンド砲搭載のセクストン自走砲に流用され、また戦車型を改造した砲兵観測車ラム・OP/コマンドや、砲塔を撤去したラム・カンガルー兵員輸送車、装甲回収車型のラムARV、火炎放射型のラム・バジャーは実戦で使用された。

## 武装
油圧駆動で旋回する主砲塔には、当初から6ポンド砲（43口径 57mm砲）の搭載が予定されていたが、ダンケルクでの損害を回復したいイギリス側が旧型の2ポンド砲（40口径 40mm砲）の搭載を主張し、輸出を止めてしまったためMk.I には 2ポンド砲が装備された。（これには、イギリスから6ポンド砲用の砲架の設計図面が届かなかったため、カナダが自力で砲周りを設計して装備が遅れた、という説もある。）その後のMk.IIからはジャイロ式砲安定装置を装備した6ポンド砲となった。この武装変更が設計の前提となっていたため、主砲の換装を容易にするために砲塔前面装甲はボルト留めになっている。
また、左前方に7.62mm M1919機関銃を装備した銃塔が設けられていたが、Mk.IIの中途より撤去されポールマウント式銃架となった。

## 主要形式

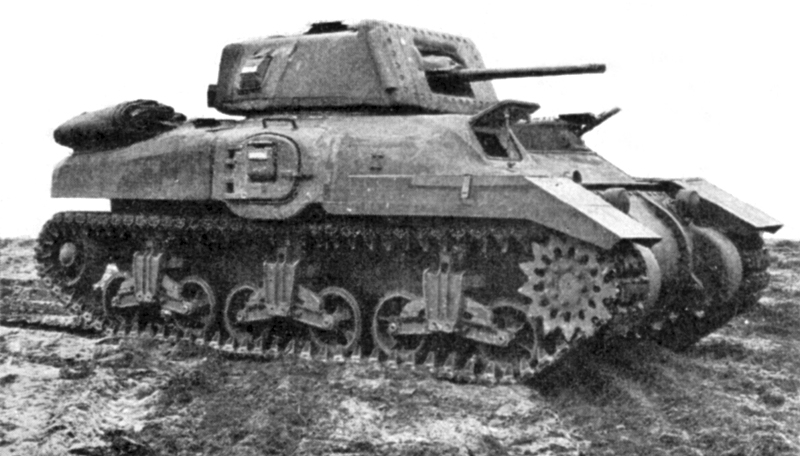
Ram Mk.I

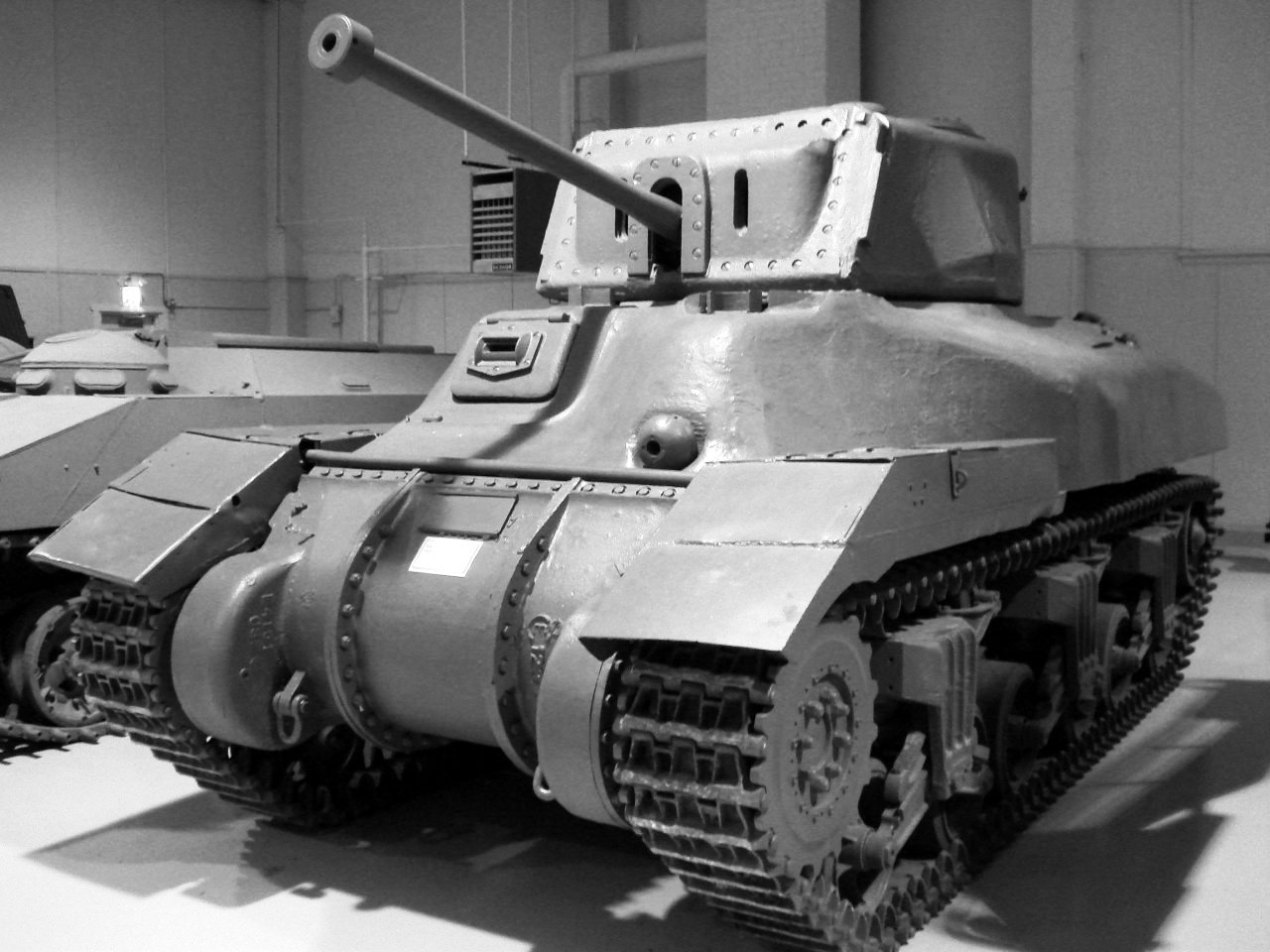
Ram Mk.II（後期型・機銃塔が廃止され、CDP履帯を装着している）

巡航戦車 ラム Mk.I
6ポンド砲搭載型が完成するまでの暫定として、バレンタイン歩兵戦車の2ポンド砲を流用して50輌が生産された。
巡航戦車 ラム Mk.II

ジャイロ式安定装置を取り付けた6ポンド砲を搭載した。車体側面のドアや砲塔のピストルポートを廃止したり、車体下部に脱出ハッチを増設するなどの改良が行われている。
生産後期からは機銃塔が廃止され、車体上部の鋳造部分も形状が変更された。また、Canadian Dry Pin, CDPと呼ばれる全鋼製のシングルピン式履帯が採用された。CDP履帯は従来のM3リー/M4シャーマン用のダブルピン型履帯と比べると重量が半分程度に抑えられており、換装するだけで戦車全体の重量が減り、機動力や航続距離が増すという利点があった。

## 派生型

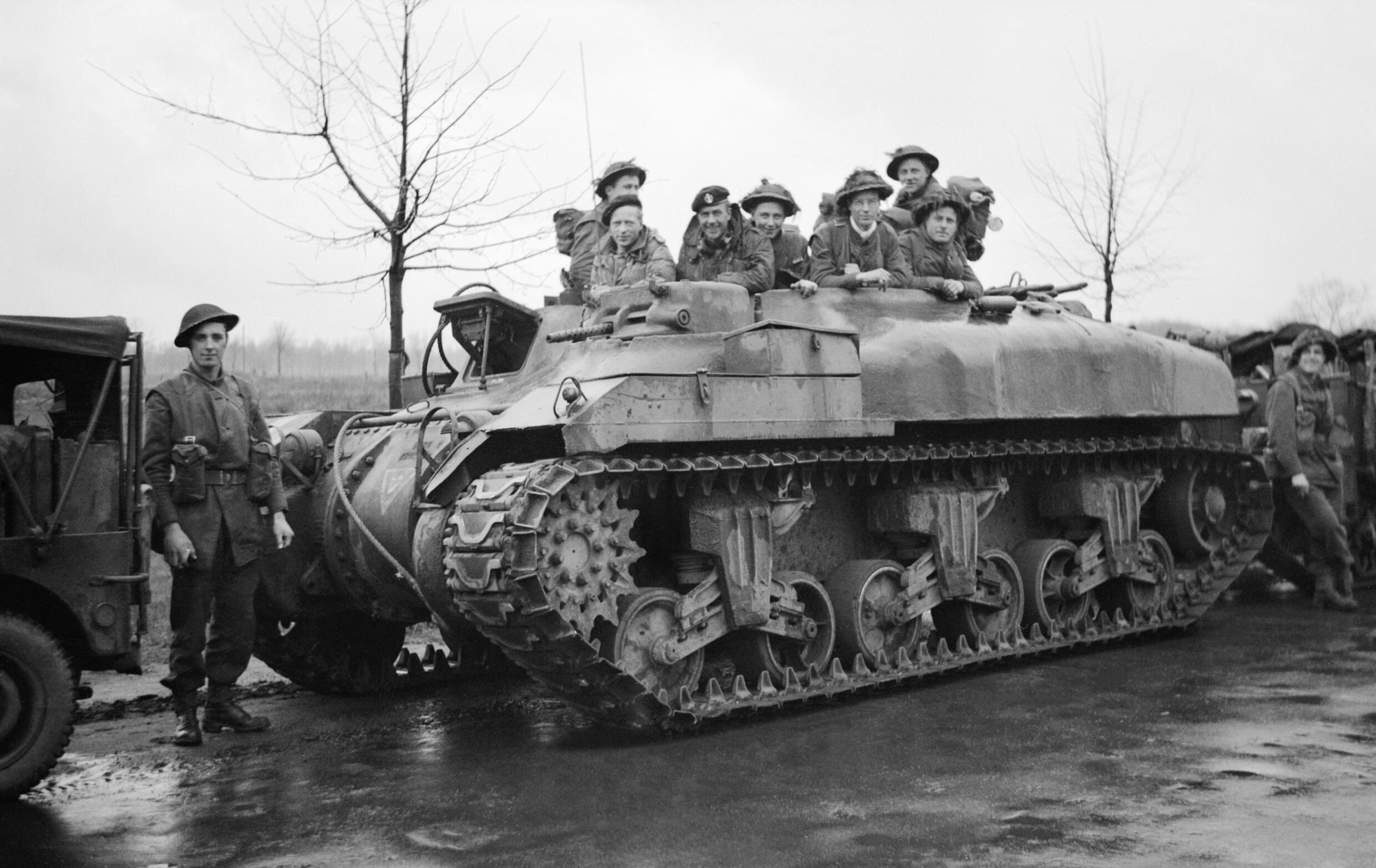
ラム・カンガルー

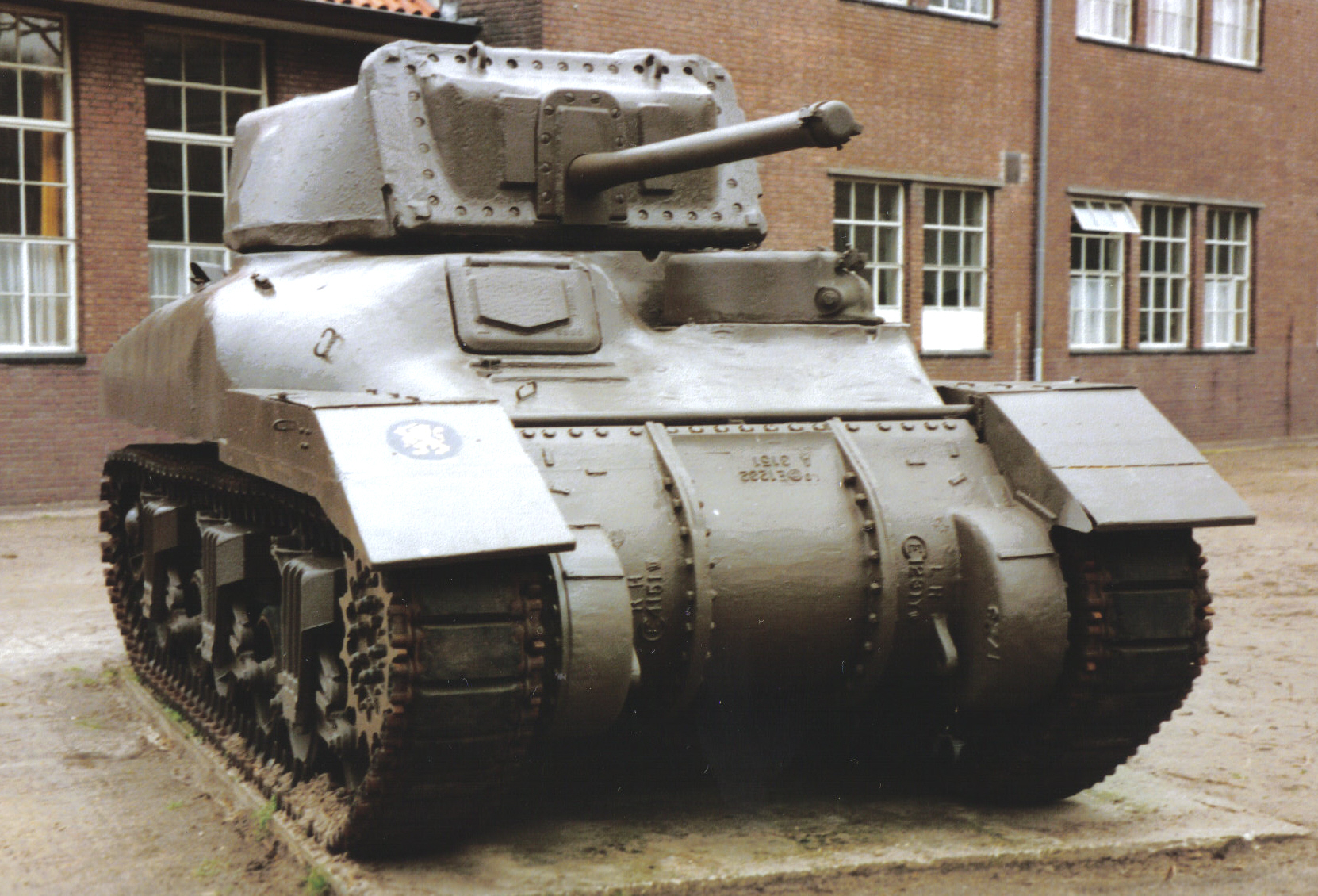
ラム弾着観測/指揮戦車

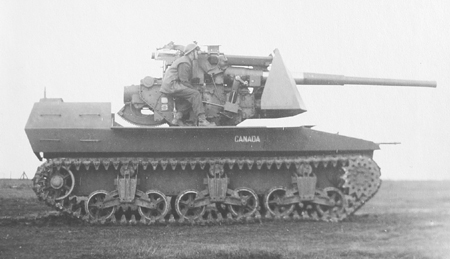
QF 3.7インチ ラム自走砲

セクストン自走砲
QF 25ポンド砲を自走化する目的で開発され、ビショップ自走砲、M7プリースト自走砲の後継として運用された。初期モデルのセクストンIがラム巡航戦車の車体を用いて生産され、後期モデルのセクストンIIはグリズリー巡航戦車の車体を用いて生産された。
ラム装甲回収車（Ram ARV）
装甲回収車タイプ。主砲をダミーに換装し、後部に大型ドラムリールと牽引フックが追加されたMk.Iと、砲塔を撤去した代わりの箱型構造物からダミー砲身を生やし、後部にクレーンを装備したMk.IIがあった。
ラム・カンガルー（Ram Kangaroo）
砲塔とバスケット、弾薬庫を撤去した兵員輸送車型。乗り降りは砲塔撤去跡の開口部から行われた。車体が戦車そのものであるため、防御力は装甲ハーフトラックとは比較にならず、当時としては贅沢な仕様であった。
歩兵8名用のシートが増設され、これに車長と操縦手、機銃手が加わった11名が搭乗した。
ラム弾薬運搬車・ワラビー（Ram Ammunition Carrier "Wallaby"）
ラム・カンガルーの弾薬運搬車型で、車内にQF 25ポンド砲弾を収納するラックが追加され、砲塔を撤去した跡はハッチ付きのプレートで塞がれている。セクストン自走砲の部隊に配属された。
ラム 砲牽引車（Ram Gun Tower）
ラム・カンガルーのQF 17ポンド砲牽引車型。後部に牽引用フック、前部にピントル・フックが追加されている。
ラム・バジャー火炎放射装甲車（Ram Badger）
ラム・カンガルーの火炎放射型。ワラビー同様に砲塔を撤去した穴は塞がれており、初期型ラムに付いていた物に似た小型銃塔が操縦手席の後方に付く。
ラム弾着観測/指揮戦車（Ram Observation Post/Command）
ラムMk.IIから改造された、弾着観測/指揮戦車。カナダ陸軍の海外派遣部隊のために開発された。
主砲はダミーとなり、また旋回範囲が左右45度に限定、動力やバスケットは撤去された。観測装置に加え車体と砲塔両方に無線機を搭載し、砲手・装填手の代わりに無線手が2名、観測手が1名乗るため、車長・操銃手・前方機銃手と合わせ乗員6名となった。
1943年に84輌が製作された。
QF 3.7インチ ラム自走砲（QF 3.7 Ram）
ラム巡行戦車の車体にQF 3.7インチ高射砲を搭載した対戦車自走砲あるいは自走対空砲。試作のみ。

## 登場作品
『World of Tanks』
カナダ中戦車Ram IIとして販売された。
『War Thunder』
アメリカのプレミアム車両で中戦車M4A5としてRAM II前期型(車体側面のドアが残っている)が登場。またイベント車両としてQF 3.7インチ ラム対戦車自走砲も登場。